# Nipponopius incisus
Nipponopius incisus är en stekelart som beskrevs av Fischer 1963. Nipponopius incisus ingår i släktet Nipponopius och familjen bracksteklar. Inga underarter finns listade i Catalogue of Life.